# 장원준 (야구인)
장원준(張元準, 1985년 7월 31일 ~ )은 전 KBO 리그 두산 베어스의 투수이다. 그의 처남은 KBO 리그 NC 다이노스의 외야수인 박건우이다.

## 선수 시절

### 롯데 자이언츠시절
2004년에 1차 지명돼 입단하였다.

#### 2004년~2007년 시즌
성실함을 인정받았으나 당시 선발진은 손민한, 염종석 등 출중한 실력을 가진 선수들로 이뤄져 있어 입지가 매우 좁았다.

#### 2008년 시즌
4시즌 동안의 꾸준한 노력 끝에 팀의 한 축을 담당했다. 뛰어난 활약을 하며 첫 두 자릿수 선발승(12선발승)을 기록했다. 140km/h 이상의 묵직한 강속구와 날카로운 슬라이더를 구사했다.

#### 2011년 시즌
커리어 하이를 기록했다. 2008년 시즌 후 4시즌 연속 두 자릿수 승을 달성했다. 하지만 WBC 외에 국가대표로 뽑히지 못했다.

### 경찰 야구단시절
2011년 시즌 후 입대하였다. 입대 후 봉중근의 부상으로 좌완 투수 자원이 부족해 2013년 WBC 국가대표로 발탁됐다.

### 롯데 자이언츠복귀
2013년에 복귀하였다.

### 두산 베어스시절
2014년 11월 29일에 4년 84억원(계약금 40억원, 연봉 10억원, 옵션 4억원)에 이적하였다.

#### 2015년 시즌
10월 29일 삼성과의 한국시리즈 3차전에서 한국시리즈에 처음 등판했다. 7.2이닝 1실점으로 승리 투수가 됐고, 경기 MVP에 선정됐다. 이 활약으로 팀은 4승 1패로 우승을 차지했다. 이는 팀으로서 14년만의 우승이었고, 데뷔 첫 우승 팀 소속이자 이적하자마자 한 우승이었다. 그가 이적할 당시 전 소속 팀 롯데 자이언츠는 그의 보상 선수로 투수 정재훈을 지명했는데 1년 뒤 2차 드래프트 마지막 순위에서 정재훈이 지명되며 FA 계약 선수와 보상 선수가 1년 만에 한 팀에서 활동하게 됐다.

#### 2016년 시즌
7년 연속 두 자릿수 승을 챙겼으며, 이는 좌완 투수 최초의 기록이었다. 팀 내에서 그와 더스틴 니퍼트, 마이클 보우덴, 유희관 등 4명의 선발 투수가 70승을 합작했고 '판타스틱 4'로 불렸다. 4월 24일 한화전에서 KBO 좌완 투수 역대 4번째 세 자릿수 승(당시 98선발승)을 기록했다.
5월 18일 KIA전에서 5.2이닝 6피안타, 3실점으로 KBO 리그 역대 4번째 좌완 세 자릿수 선발승 투수가 됐으며 10월 30일 NC와의 한국시리즈 2차전에서 8.2이닝 1실점으로 승리 투수가 됐다. 그는 이적 후 2년 연속 한국시리즈 우승을 거뒀다. 시즌 후 3번째 최동원상 수상자로 선정됐다.

#### 2017년 시즌
5월 11일 SK전에서 이적 후 첫 완봉승을 거뒀으며 그 해 14승으로 역대 연속 두 자릿수 선발승 달성 최고 기록(2008년 12선발승, 2009년 13선발승, 2010년 12선발승, 2011년 14선발승, 2014년 10선발승, 2015년 12선발승, 2016년 15선발승) 타이 기록을 세웠다.

## 트리비아
- 2005년 7월 26일 KIA전 경기 후반에 이종범의 깊은 타구를 당시 1루수였던 라이온이 잡았지만 그의 1루 베이스 커버가 늦어 내야 안타를 허용해 노히트 노런이 무산됐다.
- 두산 베어스 이적 후 당시 같은 팀이었던 박건우의 누나와 결혼했다.
- 2009년 4월 23일 SK전에서 경기 후반에 대주자로 교체 출전했다.
- 2014년 7월 12일 KIA와 연장전에서 타석에 나와 삼진을 당했다.[9]

## 별명
- 두산 베어스 이적 후 꾸준히 좋은 성적을 기록해 '장꾸준'이라고 불렸으나 2018년부터는 계속 부진해 꾸준히 못한다는 의미로 쓰였다.

## 출신 학교
- 부산 수영초등학교
- 부산 대동중학교
- 부산고등학교
- 영남사이버대학교

## 통산 기록
| 연도 | 팀명   | 평균자책점 | 경기 | 완투 | 완봉 | 승  | 패  | 세 | 홀 | 승률  | 타자 | 이닝 | 피안타 | 피홈런 | 볼넷 | 사구 | 탈삼진 | 실점 | 자책점 |
| ---- | ------ | ---------- | ---- | ---- | ---- | --- | --- | -- | -- | ----- | ---- | ---- | ------ | ------ | ---- | ---- | ------ | ---- | ------ |
| 2004 | 롯데   | 5.63       | 33   | 1    | 0    | 3   | 8   | 0  | 1  | 0.273 | 388  | 84⅔  | 84     | 8      | 57   | 5    | 36     | 55   | 53     |
| 2005 | 롯데   | 5.11       | 28   | 1    | 0    | 5   | 6   | 0  | 1  | 0.455 | 477  | 107⅓ | 105    | 9      | 53   | 5    | 79     | 65   | 61     |
| 2006 | 롯데   | 3.61       | 29   | 1    | 0    | 7   | 12  | 0  | 0  | 0.368 | 755  | 179⅓ | 152    | 14     | 75   | 9    | 130    | 85   | 72     |
| 2007 | 롯데   | 4.67       | 32   | 0    | 0    | 8   | 12  | 0  | 0  | 0.400 | 707  | 156  | 171    | 14     | 69   | 9    | 103    | 87   | 81     |
| 2008 | 롯데   | 3.53       | 26   | 4    | 1    | 12  | 10  | 0  | 0  | 0.545 | 675  | 155⅔ | 162    | 12     | 54   | 4    | 102    | 75   | 61     |
| 2009 | 롯데   | 4.15       | 28   | 1    | 1    | 13  | 8   | 0  | 0  | 0.619 | 727  | 162⅔ | 175    | 16     | 82   | 6    | 108    | 83   | 75     |
| 2010 | 롯데   | 4.43       | 26   | 3    | 2    | 12  | 6   | 0  | 0  | 0.667 | 623  | 144⅓ | 158    | 24     | 48   | 8    | 113    | 77   | 71     |
| 2011 | 롯데   | 3.14       | 29   | 0    | 0    | 15  | 6   | 0  | 0  | 0.714 | 774  | 180⅔ | 195    | 7      | 62   | 9    | 129    | 72   | 63     |
| 2014 | 롯데   | 4.59       | 27   | 0    | 0    | 10  | 9   | 0  | 0  | 0.526 | 674  | 155  | 160    | 15     | 67   | 3    | 107    | 87   | 79     |
| 2015 | 두산   | 4.08       | 30   | 1    | 0    | 12  | 12  | 0  | 0  | 0.500 | 748  | 169⅔ | 182    | 13     | 68   | 14   | 128    | 86   | 77     |
| 2016 | 두산   | 3.32       | 27   | 0    | 0    | 15  | 6   | 0  | 0  | 0.714 | 727  | 168  | 161    | 14     | 76   | 9    | 137    | 66   | 62     |
| 2017 | 두산   | 3.14       | 29   | 1    | 1    | 14  | 9   | 0  | 0  | 0.609 | 760  | 180⅓ | 172    | 12     | 51   | 14   | 125    | 70   | 63     |
| 2018 | 두산   | 9.92       | 24   | 0    | 0    | 3   | 7   | 0  | 2  | 0.300 | 349  | 71⅔  | 101    | 12     | 33   | 11   | 46     | 81   | 79     |
| 2019 | 두산   | 9.00       | 6    | 0    | 0    | 0   | 0   | 0  | 0  | -     | 14   | 2    | 5      | 0      | 3    | 1    | 1      | 2    | 2      |
| 2020 | 두산   | 12.71      | 2    | 0    | 0    | 0   | 1   | 0  | 0  | 0.000 | 30   | 5⅔   | 9      | 1      | 6    | 0    | 2      | 8    | 8      |
| 2021 | 두산   | 6.75       | 32   | 0    | 0    | 0   | 1   | 1  | 4  | 0.000 | 95   | 18⅔  | 20     | 1      | 18   | 2    | 8      | 15   | 14     |
| 2022 | 두산   | 3.71       | 27   | 0    | 0    | 2   | 1   | 0  | 6  | -     | 78   | 17   | 23     | 0      | 7    | 1    | 7      | 8    | 7      |
| 2023 | 두산   | 5.27       | 11   | 0    | 0    | 3   | 5   | 0  | 0  | 0.375 | 183  | 41   | 53     | 4      | 11   | 2    | 24     | 27   | 24     |
| 통산 | 18시즌 | 4.28       | 446  | 13   | 5    | 132 | 119 | 1  | 14 | 0.526 | 8784 | 2000 | 2088   | 176    | 840  | 112  | 1385   | 1049 | 952    |